# Cratère à rempart

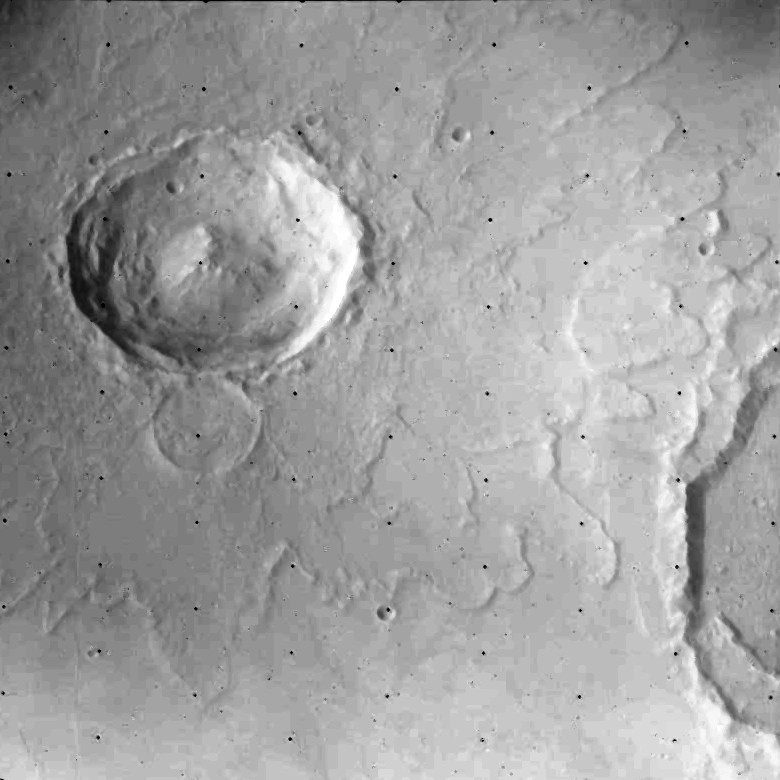
Un cratère à rempart et ses éjectas. Celui-ci est classé comme cratère à multiple couche d'éjectas

Les cratères à rempart sont un type spécifique de cratère d'impact qui sont caractérisés par un éjecta fluidisé et qui se retrouvent principalement sur Mars. Il y a un exemple connu sur la Terre, la Nördlinger Ries en Allemagne. Un cratère à rempart présente un éjecta avec une crête basse le long de sa bordure. Généralement, un cratère à rempart affiche une limite externe bombée, comme si la matière avait été déplacée le long de la surface, au lieu de voler selon une trajectoire balistique.  Les flux sont parfois détournés autour de petits obstacles, au lieu de tomber sur eux. Les éjectas semblent se déplacer comme une coulée de boue. Certaines formes de cratères à rempart peuvent être reproduites par des tirs de projectiles dans la boue. Bien que de tels cratères peuvent être trouvés partout sur la planète Mars, les plus petits ne se trouvent qu'aux hautes latitudes, où la glace est supposée être proche de la surface. Il semble que l'impact doit être assez puissant pour pénétrer au niveau de la surface de la glace. Puisque la glace est supposée être proche de la surface dans les latitudes loin de l'équateur, un impact n'a pas besoin d'être très puissant pour atteindre le niveau de la glace. Ainsi, d'après les images du programme Viking dans les années 1970, il est généralement admis que les cratères à rempart sont la preuve de la glace ou de l'eau liquide sous la surface de Mars. L'impact de la fonte ou de l'ébullition de l'eau dans le sous-sol produisant un modèle distinctif de matière entourant le cratère.
Ryan Schwegman décrit les cratères à deux couches d'éjecta (DLE) comme montrant deux couches distinctes d’éjecta qui semblent agir comme un flux mobile adhérant au sol. Ses mesures suggèrent que la mobilité des éjecta (la distance qu'ils atteignent par rapport aux limites du cratère) augmente généralement avec la latitude et peut refléter la concentration de la glace. Plus la latitude est grande, plus il y a de glace. L’aplatissement (forme courbe du périmètre d’éjection) diminue généralement quand la latitude augmente. En outre, les DLEs sur sols de sédiments semblent montrer plus de mobilité d’éjecta que ceux sur des surfaces volcaniques.
Une discussion détaillée des différents types de cratères martiens, y compris des DLE, peut être trouvée dans un article de 2014 par David Weiss et James Head 

## Cratères à couche d'éjecta unique (SLE)

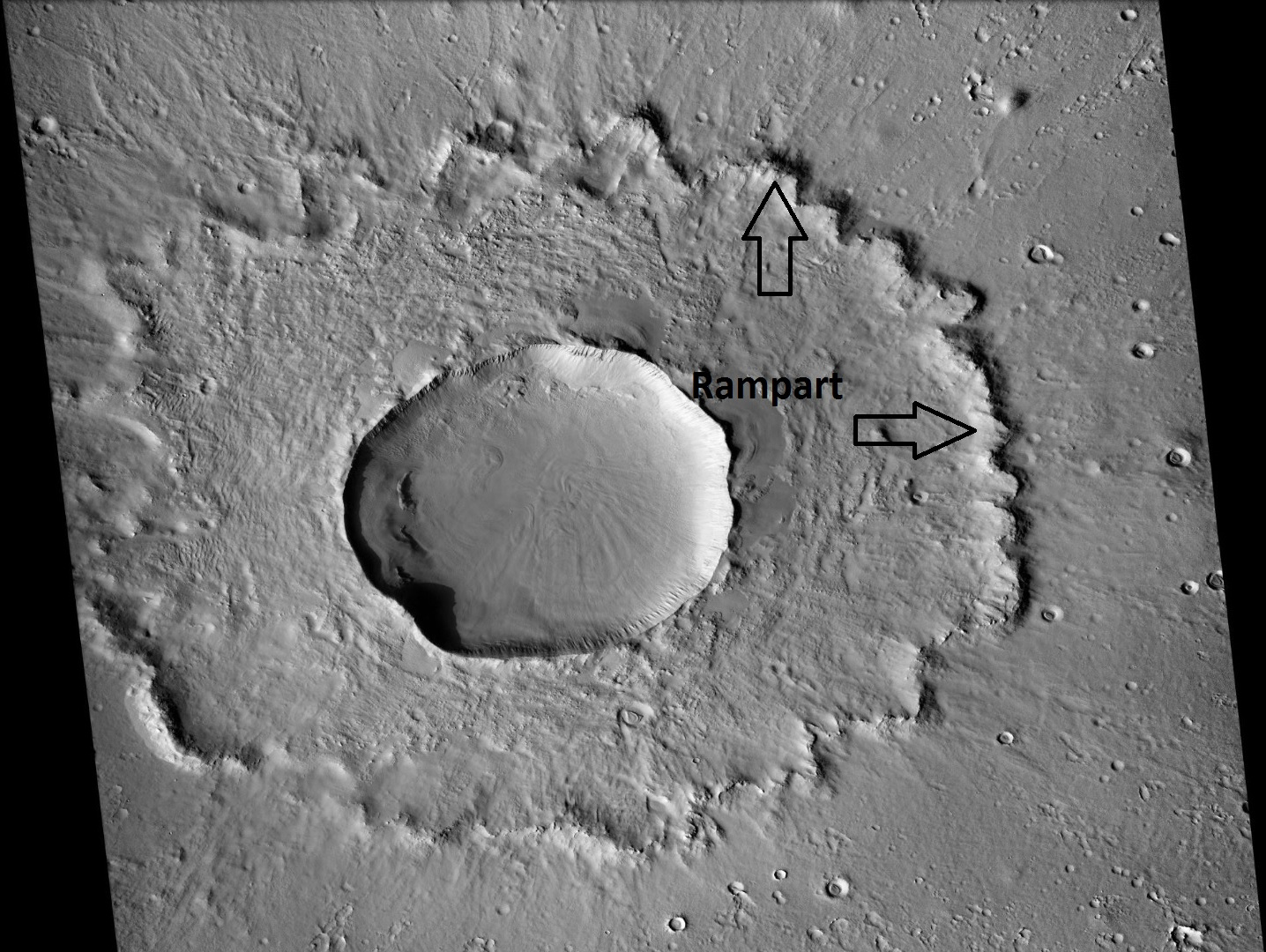
Le rempart du cratère de la seule couche d’éjecta type, comme on le voit par la toxine. Les flèches indiquent le bord externe, appelé le rempart.

Les cratères à une seule couche d'éjectas sont un type de cratère à rempart. Leur lobe d'éjection s'étend de 1 à 1,5 le rayon du cratère depuis le bord de celui-ci. Ils ont un diamètre moyen de 10 km. Bien que présents à toutes les latitudes, ils sont plus communs près de l'équateur. Leur taille augmente avec l'éloignement de l'équateur. Il a été suggéré que ces types de cratères sont produits par des impacts dans des sols riches en glace et que ces impacts ne traversent pas entièrement la couche glacée. L'augmentation de la taille avec la distance à l'équateur s'expliquerait par une plus grande épaisseur de la couche glacée loin de l'équateur.

## Cratère à couches d'éjecta doubles ou multiples (DLE et MLE)

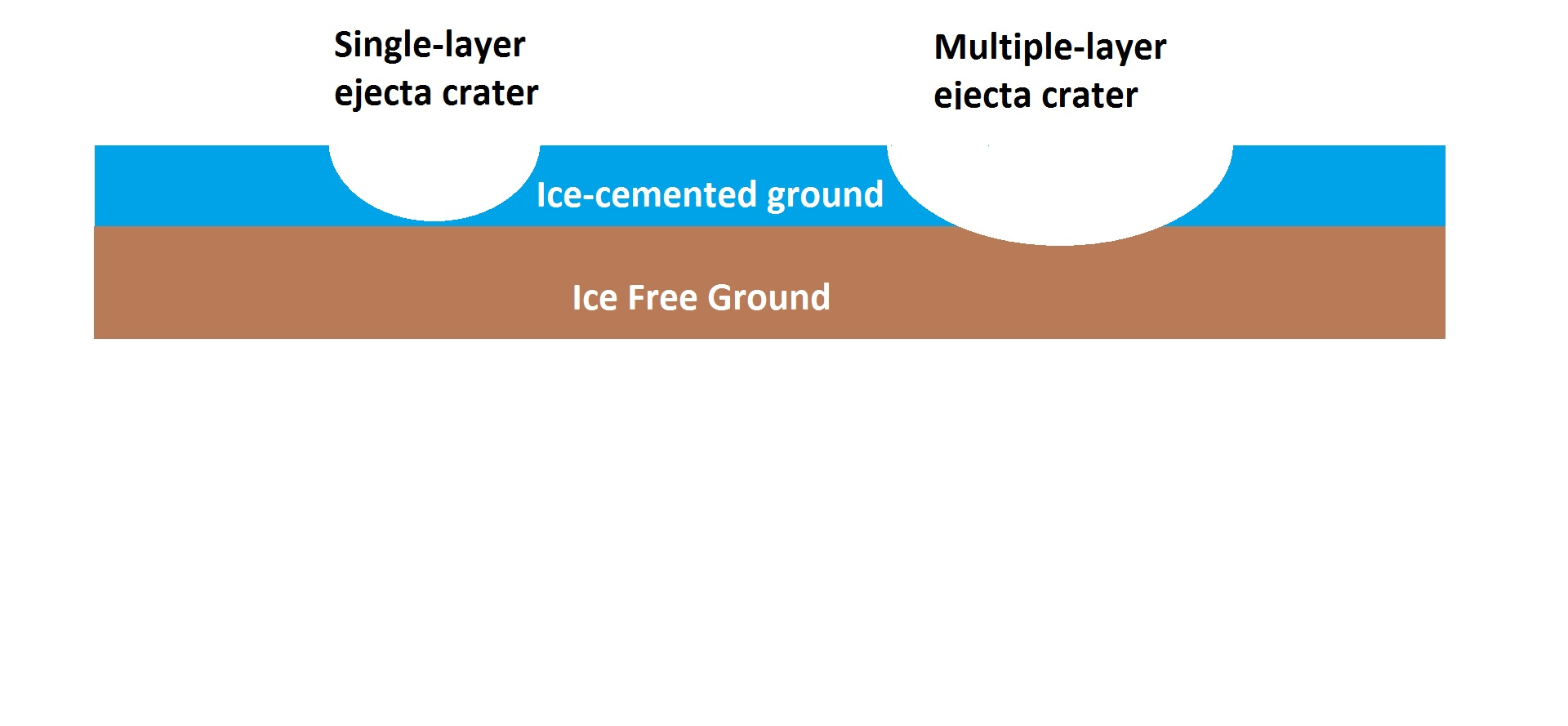
Les cratères à simple couche d'éjecta résultent de la pénétration dans la glace de la couche supérieure seulement, comme illustré sur la gauche. Toute la glace et une partie de la couche sous-jacente ont été pénétrées pour les cratères à couches multiples d'éjectas (à droite).

Les cratères à double couche d'éjectas (DLE) sont un autre type de cratère à rempart présentant un éjecta à deux lobes, et proches du dernier type : cratères à multiples couches d'éjectas (MLE) 
Avec un diamètre moyen de 22 km, ils sont plus larges que les cratères à simple couche. Leurs éjectas atteignent 2,2 fois le rayon du cratère depuis la limite de celui-ci. Ils sont plus concentrés à proximité de l'équateur (le plus souvent dans une fourchette de 40 degrés autour de l'équateur). 
On suppose qu'ils sont le résultat d'un impact qui passe à travers la glace de la couche et une couche rocheuse. Et leur concentration s'expliquerait par le fait que la couche de glace est plus fine près de l'équateur et que les impacts auront plus tendance à la traverser. Leur taille est supérieure à celle des cratères une seule couche quelle que soit la latitude. La couche de glace est désignée par des noms différents : la cryosphère, le pergélisol et cryosphère cimentée par la glace.

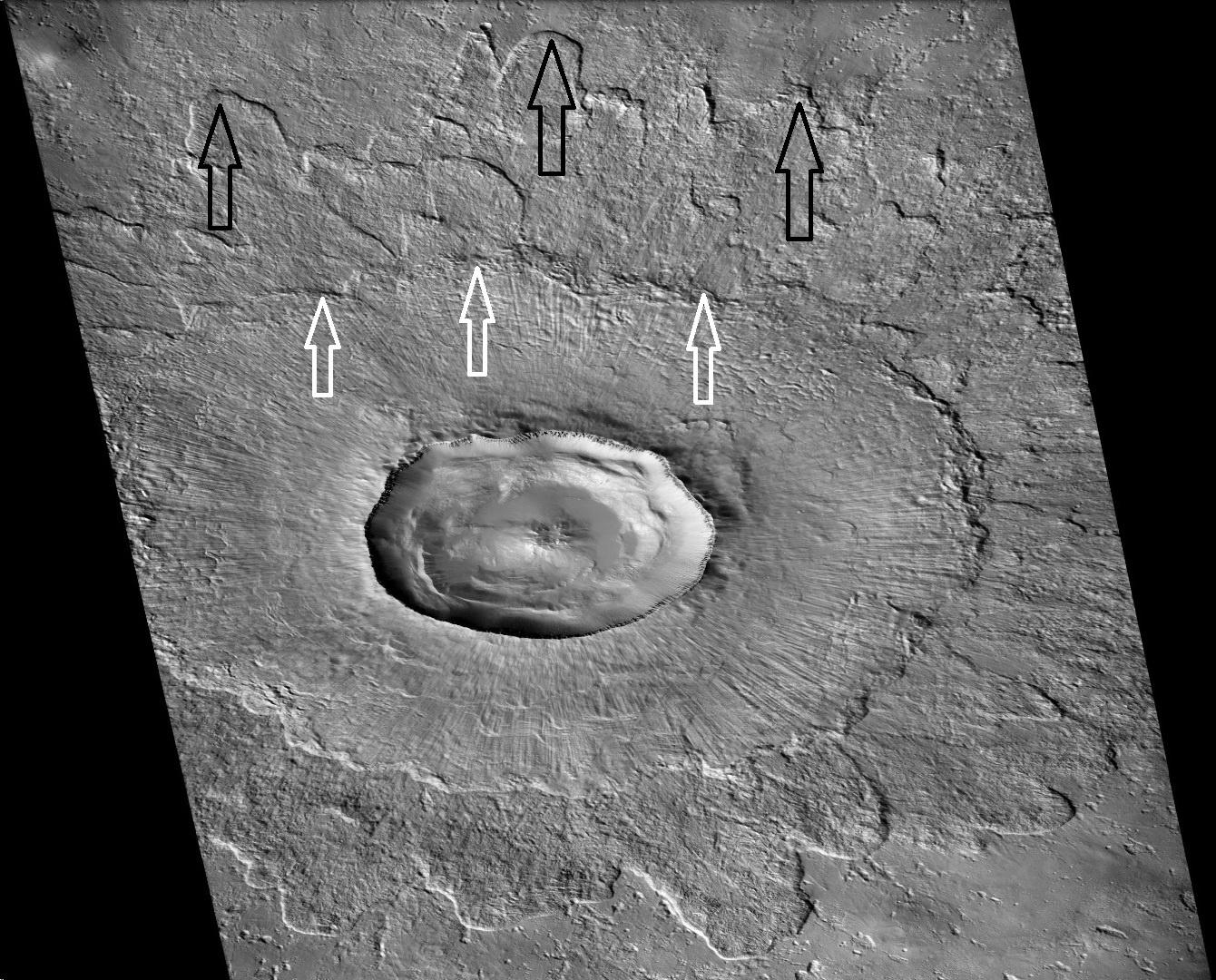
Le cratère Steinheim montre plus d'une couche d'éjecta, comme on le voit par la TOXINE ; ceux-ci sont appelés cratères à double couche d'éjecta.

Les chercheurs ont analysé la distribution des types de cratères afin de déterminer l'épaisseur de la glace de la couche sous la surface de Mars. La profondeur d'un cratère étant estimée à environ un dixième de son diamètre, en mesurant le diamètre, cette profondeur peut être facilement évaluée. Ils ont cartographié la position et la taille de l'ensemble de ces cratères, et ensuite déterminé la taille maximale des SLE (qui ne traversent pas la couche de glace) et la taille minimale des DLE/MLE (qui la traversent) selon la latitude. 
L'épaisseur de la couche de glace devrait donc correspondre à la moyenne de ces valeurs, soit environ de 1,3 km à l'équateur à 3,3 km aux pôles. Cela représente une grande quantité d'eau gelée. Elle serait égale à 200 mètres d'eau répartis sur l'ensemble de la planète, si l'on suppose une porosité de 20 %.

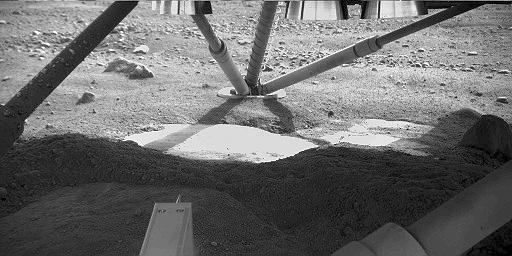
Vue sous le coussinet de pied de Phoenix lander, montrant une inégale exposition d'une surface brillante qui a été confirmée plus tard comme étant de l'eau, de la glace, comme prédit par la théorie et détecté par la sonde Mars Odyssey.

La sonde Phoenix a confirmé l'existence de grandes quantités de glace d'eau dans les régions du nord de la planète Mars. Cette constatation a été prédite par la théorie et a été mesurée depuis son orbite par la sonde Mars Odyssey, confirmant l'idée que la taille des cratères à rempart montre la profondeur de la glace. L'image ci-dessous à partir de la Phoenix lander montre de la glace qui a été exposée lors de la descente par les moteurs.

## Cratères pancake

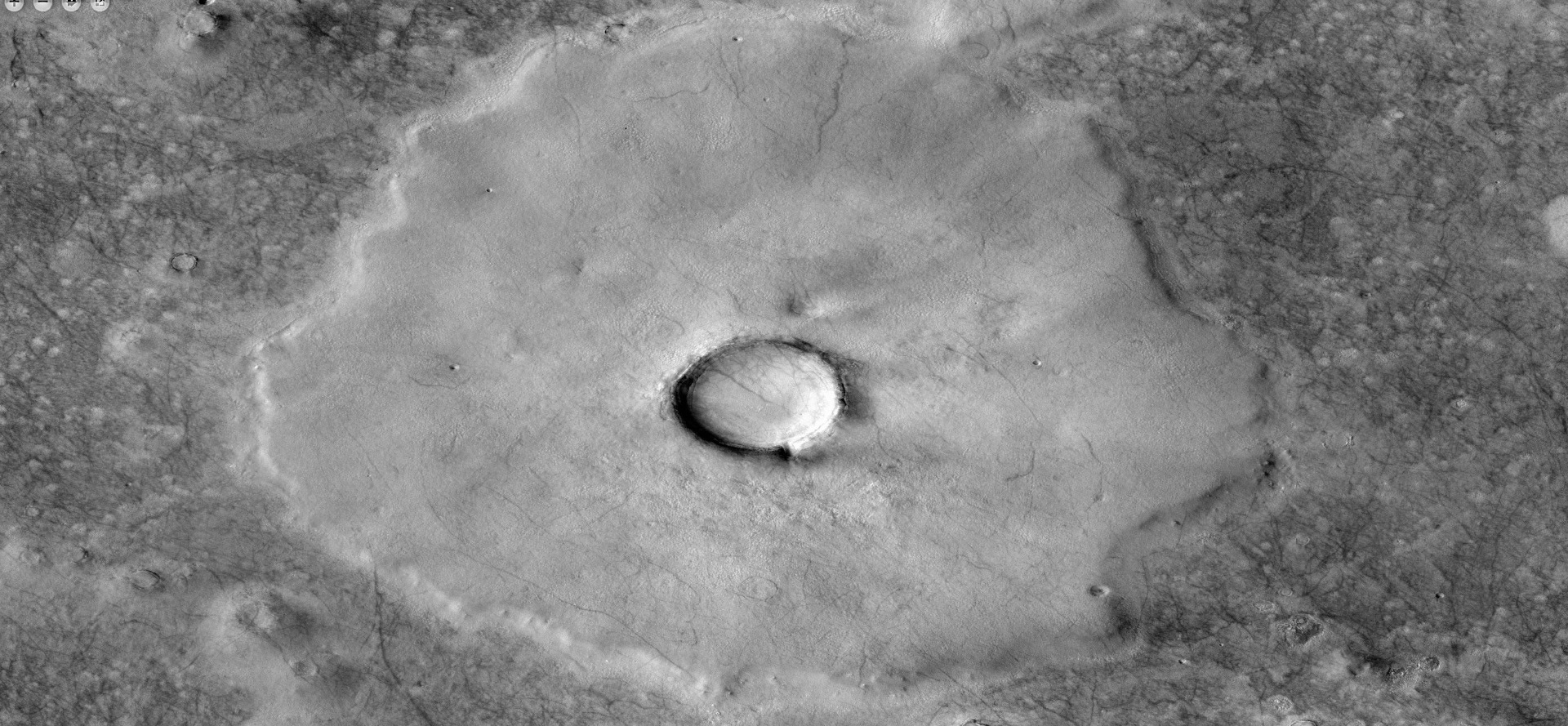
Cratère « en galette », notez le méplat supérieur et l'absence de rempart visible. Image CTX.

Les missions Mariner et Viking ont découvert un type de cratère appelé "cratère pancake" Il est semblable au cratère à rempart, mais ne dispose pas d'un rempart. L’éjecta est plat sur son ensemble, comme un pancake (crêpe).
Analysé plus en détail, il ressemble à un DLE qui s'est dégradé et se trouve aux mêmes latitudes (40 à 65 degrés). Il a été suggéré qu'ils sont juste la couche intérieure d'un DLE dont la couche extérieure s'est érodée. Les cratères classés "cratère pancake" selon les images de Viking, se sont avérés être des DLE lorsque vus à des résolutions plus élevées par des missions ultérieures,.